# Tomáš Kalas
Tomáš Kalas (Olomouc, 15 mei 1993) is een Tsjechische voetballer die doorgaans als verdediger speelt. Hij tekende in 2010 een contract bij Chelsea, dat hij in juli 2017 verlengde tot medio 2021. De club verhuurt hem in het seizoen 2018/19 aan Bristol City, nadat ze hem eerder al verhuurde aan achtereenvolgens Sigma Olomouc, Vitesse, FC Köln, Middlesbrough en Fulham. Kalas debuteerde in 2012 in het Tsjechisch voetbalelftal. In 2019 tekende hij een contract bij Bristol City.

## Carrière
Kalas stroomde in 2010 door vanuit de jeugd van Sigma Olomouc. Hiervoor debuteerde hij op 5 mei 2010 in het eerste elftal, tijdens een met 2-0 gewonnen wedstrijd tegen Slovan Liberec. Hij tekende op 7 juli van datzelfde jaar een contract bij Chelsea. Dat betaalde ongeveer €6,4 miljoen euro voor hem aan Sigma Olomouc. Chelsea verhuurde hem daarbij direct weer aan zijn oude club. Chelsea riep Kalas in de tweede helft van het seizoen 2010/11 terug van zijn verhuur aan Sigma Olomouc en voegde hem toe aan de selectie van het reserveteam. Hij debuteerde hiervoor in een duel tegen Aston Villa (2-2).
Chelsea verhuurde Kalas gedurende de seizoenen 2011/12 en 2012/13 aan Vitesse. Hier debuteerde hij op 17 september 2011 in het eerste elftal, als basisspeler in een met 5-0 gewonnen wedstrijd thuis tegen Roda JC Kerkrade. Kalas maakte zijn eerste goal voor Vitesse op 17 mei 2012, in een wedstrijd in de play-offs 2012 tegen RKC Waalwijk. Zijn eerste competitiegoal volgde op 16 september 2012, uit tegen FC Groningen. Vitesse won deze wedstrijd met 0-3. Kalas maakte in de 87ste minuut de 0-2.
Kalas keerde in juli 2013 terug bij Chelsea. Daarvoor debuteerde hij dat jaar in zowel de Premier League, de League Cup als de UEFA Champions League, maar bleef zijn inzet beperkt tot alles bij elkaar vier wedstrijden. Chelsea verhuurde Kalas daarop in juli 2014 voor een half jaar aan FC Köln, in januari 2015 voor anderhalf jaar aan Middlesbrough en in juli 2016 voor een jaar aan Fulham. Ook in het seizoen 2017/18 speelde hij op huurbasis voor Fulham. In het seizoen 2018/19 is hij verhuurd aan Bristol City.

## Statistieken
| Seizoen | Club            | Competitie     | Duels | Doelp. |
| ------- | --------------- | -------------- | ----- | ------ |
| 2009/10 | Sigma Olomouc   | Gambrinus liga | 1     | 0      |
| 2010/11 | Chelsea         | Premier League | 0     | 0      |
| 2010/11 | → Sigma Olomouc | Gambrinus liga | 4     | 0      |
| 2011/12 | → Vitesse       | Eredivisie     | 28    | 0      |
| 2012/13 | → Vitesse       | Eredivisie     | 34    | 2      |
| 2013/14 | Chelsea         | Premier League | 2     | 0      |
| 2014/15 | → 1. FC Köln    | Bundesliga     | 0     | 0      |
| 2014/15 | → Middlesbrough | Championship   | 17    | 0      |
| 2015/16 | → Middlesbrough | Championship   | 26    | 0      |
| 2016/17 | → Fulham        | Championship   | 36    | 1      |
| 2017/18 | → Fulham        | Championship   | 33    | 0      |
| 2018/19 | → Bristol City  | Championship   | 38    | 0      |
| 2019/20 | → Bristol City  | Championship   | 23    | 0      |
| 2020/21 | → Bristol City  | Championship   | 40    | 1      |
| Totaal  | Totaal          | Totaal         | 282   | 4      |

## Nationale elftallen
Kalas debuteerde op 14 november 2012 in het Tsjechisch voetbalelftal, tegen Slowakije. Eerder vertegenwoordigde hij diverse nationale jeugdelftallen van de Tsjechische voetbalbond.
| Interlands van Tomáš Kalas voor Tsjechië | Interlands van Tomáš Kalas voor Tsjechië | Interlands van Tomáš Kalas voor Tsjechië | Interlands van Tomáš Kalas voor Tsjechië | Interlands van Tomáš Kalas voor Tsjechië | Interlands van Tomáš Kalas voor Tsjechië | Interlands van Tomáš Kalas voor Tsjechië |
| №                                        | Datum                                    | Wedstrijd                                | Uitslag                                  | Soort wedstrijd                          | Doelpunten                               |                                          |
| Als speler bij Chelsea FC                | Als speler bij Chelsea FC                | Als speler bij Chelsea FC                | Als speler bij Chelsea FC                | Als speler bij Chelsea FC                | Als speler bij Chelsea FC                | Als speler bij Chelsea FC                |
| ---------------------------------------- | ---------------------------------------- | ---------------------------------------- | ---------------------------------------- | ---------------------------------------- | ---------------------------------------- | ---------------------------------------- |
| 1.                                       | 14 november 2012                         | Tsjechië - Slowakije                     | 3 – 0                                    | Vriendschappelijk                        | 0                                        |                                          |